# Vikersund
Vikersund ist eine Ortschaft in der norwegischen Kommune Modum in der Provinz (Fylke) Buskerud. Der Ort stellt das Verwaltungszentrum von Modum dar und hat 3250 Einwohner (Stand: 1. Januar 2024). Vikersund ist bekannt für seine Skiflugschanze, den Vikersundbakken.

## Geografie
Vikersund ist ein sogenannter Tettsted, eine Ansiedlung, die für statistische Zwecke als eine städtische Siedlung gewertet wird. Der Ort erstreckt sich am Ufer des südwestlichen Arms des Tyrifjordens. Der Großteil von Vikersund liegt an dessen Westuferseite. Die Ortsteile westlich und östlich des Sees sind durch eine Brücke miteinander verbunden. Mit dem Bergsjøen grenzt im Süden ein zweiter See an Vikersund an. Südlich von Vikersund liegen die beiden Ortschaften Geithus und Åmot, die gemeinsam den Tettsted Åmot/Geithus bilden.

## Wirtschaft und Infrastruktur

### Verkehr
Im Westen von Vikersund verläuft in Nord-Süd-Richtung der Riksvei 350. Die Straße stellt Richtung Nordosten die Verbindung nach Hønefoss sowie zur Europastraße 16 (E16) und zum Riksvei 7 her. In Richtung Süden führt die Straße nach Hokksund und zur Europastraße 134 (E134).
In Vikersund befindet sich ein Bahnhof, der von Zügen der Randsfjordbanen bedient wird. Der Bahnhof wurde im Jahr 1866 eröffnet, nachdem die Bahnlinie fertiggestellt worden war. Der Abstand zum Osloer Hauptbahnhof beträgt rund 96 Kilometer. Vikersund ist außerdem der Ausgangspunkt für Fahrten der Krøderbanen, einer Museumsbahn.

### Wirtschaft
Die Industrie ist traditionell von größerer Bedeutung für die lokale Wirtschaft. Die Grundlage dafür bildete die Stromerzeugung in den umliegenden Flüssen.

## Kultur, Religion und Sport
In Vikersund steht die Heggen kirke, eine Steinkirche aus dem frühen 13. Jahrhundert. Sie wurde im Jahr 1878 vergrößert und hat seitdem rund 400 Sitzplätze. Sowohl 1928 als auch 2020 wurde die Kirche restauriert. Im Ort liegen zudem Gesundheits- und Kureinrichtungen wie das Modum Bad und dem Vikersund Kurbad. Am Kulturhaus in Vikersund steht eine Statue, die den aus der Kommune Modum stammenden Maler und Schriftsteller Christian Skredsvig abbildet.
Vikersund liegt in einem Wintersportgebiet mit Alpinanlagen und mehreren Hotels. Bei Vikersund befindet sich zudem der Vikersundbakken, eine Skiflugschanze, die regelmäßig für Weltcupspringen und Skiflug-Weltmeisterschaften genutzt wird.

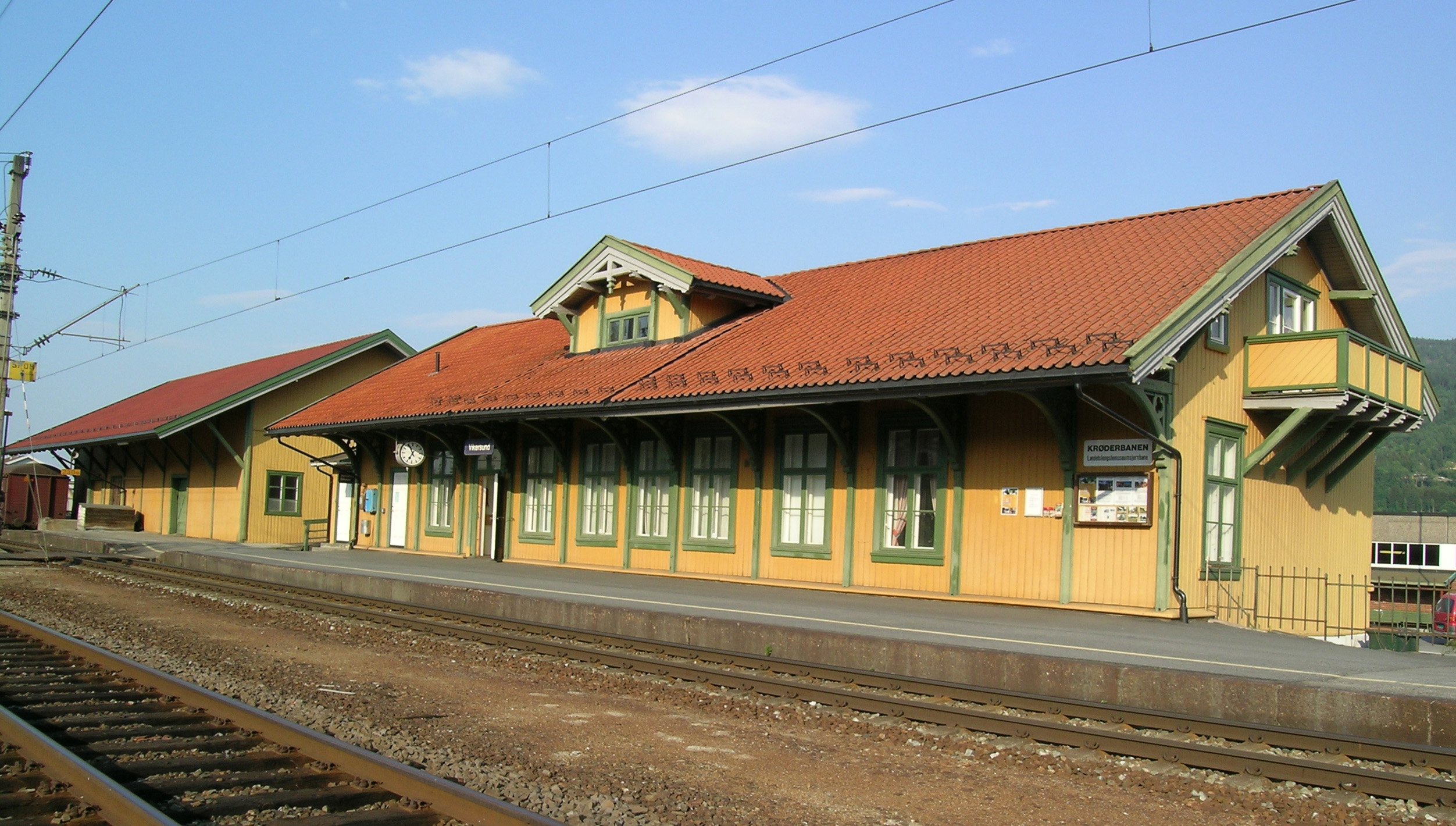
Bahnhof von Vikersund
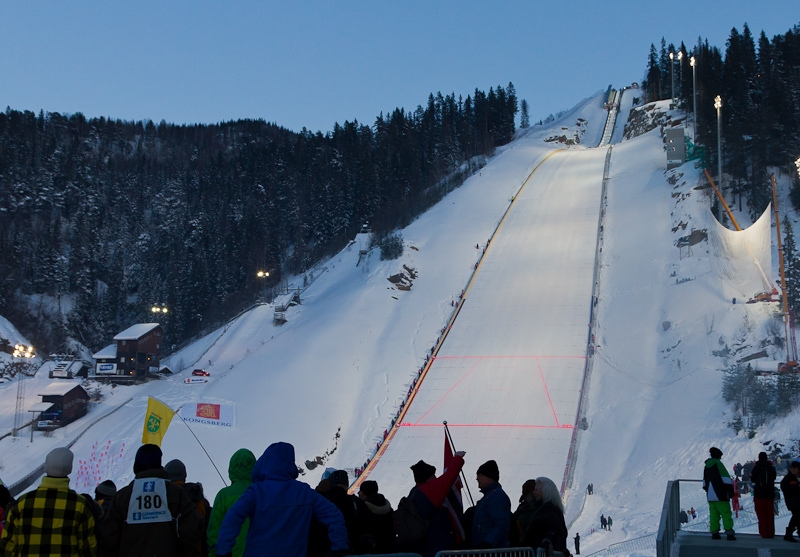
Vikersundbakken

## Name
Vikersund wurde im 16. Jahrhundert als Vigesund erwähnt. Der Name setzt sich aus dem Hofnamen Vike, von vik (deutsch „Bucht“), und „sund“ zusammen.

## Persönlichkeiten
- Kristian Hovde (1903–1969), Skilangläufer
- Arne Hovde (1914–1936), Skispringer
- Jørre Kjemperud (* 1968), Beachvolleyballspieler